# Йоганн Йозеф Лошмідт
Йоганн Йозеф Лошмідт (нім. Johann Josef Loschmidt; 15 березня 1821, Путширн — 8 липня 1895, Відень) — австрійський фізик і хімік. Професор Віденського університету. Член Австрійської академії наук (1870). На його честь було названо сталу Лошмідта.

## Біографія
Лошмідт народився в селі Путширн поблизу Карлсбада (нині — Карлові Вари, Чехія). До 1839 року навчався у Празькому університеті, по закінченні навчання працював на паперових фабриках в Пеггау, Нейхаузі, Брюні[уточнити]. У 1856—1864 роках був шкільним вчителем в Леопольдштадті. З 1865 року працював у Віденському університеті, де з 1868 року обіймав посаду професора.

## Наукова діяльність
Лошмідт працював в галузі термодинаміки, електродинаміки та оптики, займався структурою кристалів, стереохімією.
У 1865 році він визначив на газокинетической основі розмір молекул повітря. Потім він був у змозі обчислити кількість молекул газу в 1 куб. см за нормальних умов, яку пізніше назвали на його честь сталою Лошмідта і яку легко можна перевести в більш звичне нині число Авогадро.
Лошмідт розкрив будову озону. Він припускав, що у сполуках вуглецю існують кільцеподібні структури і розвивав відображення зв'язків подвійними і потрійними штрихами. В 1861 році він вперше запропонував кільцеподібну структуру бензолу.